# Třemešné
Třemešné är en ort i Tjeckien.   Den ligger i regionen Plzeň, i den västra delen av landet, 130 km väster om huvudstaden Prag. Třemešné ligger 506 meter över havet och antalet invånare är 404.
Terrängen runt Třemešné är varierad.Runt Třemešné är det ganska glesbefolkat, med 29 invånare per kvadratkilometer. Närmaste större samhälle är Tachov, 19,4 km norr om Třemešné. Omgivningarna runt Třemešné är en mosaik av jordbruksmark och naturlig växtlighet.